# 马林 (蓬特韦德拉省)
马林，是西班牙加利西亚自治区蓬特韦德拉省的一个市镇。 总面积37平方公里，总人口24.997人（2001年），人口密度676人/平方公里。